# Ellen Dahl
Ellen Alvilde Dahl (døbt Ellen Alvilde Dinesen) (pseudonym Paracelsus) (født 13. september 1886 på Rungstedlund i Nordsjælland, død 17. februar 1959 i København) var en dansk forfatter.

## Rungstedlund
Ellen Dinesen var Karen Blixens yngre søster og yngste datter af forfatteren, kaptajn Wilhelm Dinesen og Ingeborg Dinesen.
Hun blev i 1916 gift med godsejer og overretssagfører Knud Dahl (1876-1945). Hun skrev en gang til Karen Blixen om, hvor meget hun savnede sin mand efter hans død, fordi hun følte, at hele hendes liv havde drejet sig om ham.
Hun købte broderen Thomas Dinesens andel i ejendommen Rungstedlund og donerede den til Rungstedlundfonden. Det forhindrede en splittelse i familien og gav mulighed for, at Karen Blixens hus kunne bevares for eftertiden.

## Nedre Strandkær
I 1924 købte Ellen og Knud Dahl gården Nedre Strandkær på Mols af arkitekten Egil Fischer, som manglede penge til at fortsætte sit ferieby-projekt. I 1941 lod parret jorderne frede og skænkede den videnskabelige brugsret af dem til Naturhistorisk Museum i Århus. Desuden donerede de et husmandssted, som de havde købt i 1938. I 1951 skænkede Ellen Dahl hele gården til museet, der siden har brugt den som forsknings- og konferencecenteret Molslaboratoriet. Det 150 hektar store område er dækket af hede, overdrev, løvskov og græsningsskov. Der forskes bl.a. i jordbundsøkologi og landskabspleje samt generelt i flora og fauna i Mols Bjerge.
Ellen Dahl beholdt selv et mindre areal omkring sit sommerhus Lille Strandkær, opført i 1929. Hun havde fået Egil Fischer til at tegne det i samme stil som husene i Egil Fischers Ferieby ved Femmøller. Ellen Dahls grandnevø, Morten Vilhelm Keller, har boet i sommerhuset siden 2013. Han fremviste sommerhuset i 2022, hvor han holdt foredrag om Ellen Dahl i Nationalpark Mols Bjerges regi.

## Sandbjerg
Efter lensgreve Christian Einar Reventlows død i 1929 købte Ellen og Knud Dahl Sandbjerg Gods i Sandbjerg på Sundeved nord for Sønderborg. Efter Knud Dahls død åbnede hun Sandbjerg for kulturpersonligheder og videnskabsmænd, og i 1954 skænkede hun godset til Aarhus Universitet. Ved hendes død i 1959 overtog universitetet den fulde dispositionsret over Sandbjerg Gods. Nu driver et erhvervsdrivende fond kursusvirksomhed på godset uden tilskud af offentlige midler.